# Palomino fino

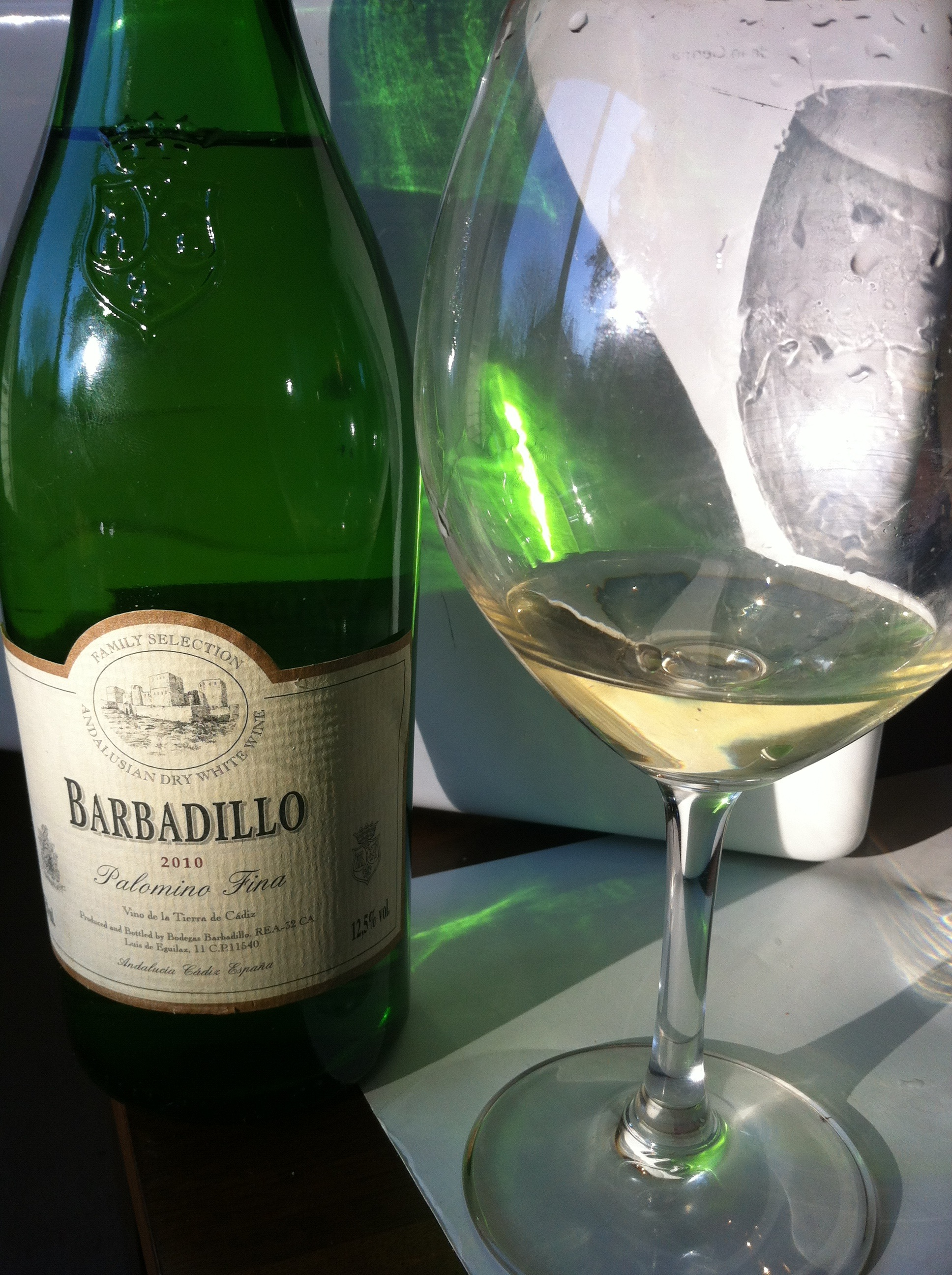
Odmianowe wino palomino VdT de Cadiz

Palomino fino, palomino – biały szczep winorośli właściwej, wywodzący się z południowej Hiszpanii. Jest podstawową odmianą do produkcji wina sherry i, jako listán blanco, najważniejszą o białej skórce na Wyspach Kanaryjskich.

## Pochodzenie
Odmiana pochodzi z Hiszpanii, a bardziej szczegółowe informacje wskazują na Andaluzję, skąd trafiła pod koniec XV wieku na Wyspy Kanaryjskie. Nazwy użyczył XIII-wieczny rycerz, Fernán Yáñez Palomino. Potomkowie Palomina produkowali sherry do XX wieku.
Palomino fino jest odmianą rodzicielską dla kilku uprawianych szczepów winorośli: chasan, colomino i corredera.

## Charakterystyka
Palomino fino wypuszcza pąki średnio późno i dojrzewa dość późno. Odmiana rodzi stabilnie w lepszych i gorszych latach. Jest odporna na upał. Lubi gleby typu albariza, na których daje plon od 70 do 80 hl/ha.
Szczep jest podatny na mączniaka rzekomego i antraknozę, a w mniejszym stopniu na mączniaka prawdziwego. Dzięki odporności na inne choroby jest ceniony przez winogrodników.

## Wina
Wina produkowane z palomino nie wyróżniają się ani smakiem, ani aromatem. Ze względu na stosunkowo neutralny profil winogron, charakter trunku zależy bardziej od gleby (albariza) i umiejętności winiarza. Grona mają niski poziom kwasowości i łatwo utleniają się.
90% albo 95% sherry produkowane jest z winogron palomino. Pozostałe ze szczepu pedro ximénez. Sherry nabiera bogactwa smaku dzięki drożdżom flor, przynoszonym przez wiatry poniente wiejące od strony Oceanu Atlantyckiego. Palomino jest podstawowym składnikiem wysokiej jakości sherry (klasy fino), o jasnosłomkowej sukni i stonowanym bukiecie. Oprócz palomino fino regulacje zezwalają na użycie do produkcji sherry winogron pedro ximénez i moscatel fino. Większość sherry powstaje jednak w 100% z palomino. Palomino jest podsuszane krócej niż inne odmiany, przez 12 do 24 godzin.
Stołowe wina jednoodmianowe są produkowane przez kilkanaście hiszpańskich winiarni (bodegas) i sprzedawane lokalnie. Do produkcji zwykłych win niewzmacnianych nadaje się gorzej.

## Rozpowszechnienie
Palomino fino jest uprawiane w południowej i środkowej Hiszpanii. Przez wieki stanowiło bardzo ważną odmianę w regionie Rueda. Jest najpopularniejszą odmianą o jasnej skórce w regionie Ribeira Sacra w Galicji. Ustępuje pola innym odmianom w północno-zachodniej Hiszpanii, poza Ruedą np. w regionie Monterrei i Valdeorras. Dopuszczona w regionie Bierzo do produkcji wina apelacji DO.
W Portugalii uprawia się (3468 ha w 2010) odmianę pod nazwą malvasia rei na wina stołowe i wzmacniane. Krzewy są stopniowo wymieniane na bardziej szlachetne odmiany. Na Cyprze była podstawą wzmacnianych win, ale obniżający się popyt spowodował reorganizację niektórych winnic i w 2009 roku odmianę uprawiano tylko na 56 ha.
Odmiana jest dopuszczona jako maksymalnie 10% dodatek w winach rivesaltes.
W innych krajach mało popularna i znana pod innymi nazwami.
Palomino zyskało popularność w Południowej Afryce (niegdyś pod nazwą white french). W 2008 plantacje zajmowały 381 ha. Znaczna część surowca jest destylowana.
Wytrawne wina w stylu sherry są produkowane z palomino w Australii. Areał upraw wynosił w 2003 roku 93 ha, a do 2008 roku skurczył się do 50 ha. Prócz win w stylu sherry winiarze oferują wyróżniające się wina w klasycznym stylu. W Nowej Zelandii palomino było niegdyś bardziej popularne, lecz w 2008 zarejestrowano jedynie za 14 ha winnic.
W Kalifornii winnice obsadzone palomino liczyły przed 2005 rokiem 300 ha, lecz w 2008 było ich 138 ha. Najważniejszymi regionami upraw są hrabstwa Madera i Fresno.
W Argentynie było w 2008 roku 168 ha winnic obsadzonych odmianą.

## Synonimy
Podstawowe synonimy to fransdruif w RPA, golden chasselas w Kalifornii, listan we Francji, listán blanco w Andaluzji, malvasia rei w Portugalii. Inne to m.in. albán, albar, albillo de lucena, bianco, jerez, listán comun, listão, listrão, manzanilla de sanlucar, ojo e liebre, palomina blanca, palomino macho, palomino pelusón, temprana, xeres